# شاهینی (کرمانشاه)
شاهینی (کرمانشاه)، روستایی از توابع بخش مرکزی شهرستان کرمانشاه در استان کرمانشاه ایران است.

## جمعیت
این روستا در دهستان بالادربند قرار دارد و براساس سرشماری عمومی نفوس و مسکن (۱۳۹۵) جمعیت آن ۳۴۴ نفر (٩٧خانوار) بوده‌است.                               

## شغل
شغل مردم روستای شاهینی کشاورزی و دامداری است.